# Equipo de Copa Davis de Argentina
El equipo argentino de Copa Davis es el representante de Argentina en dicha competición internacional. Su organización está a cargo de la Asociación Argentina de Tenis (AAT), siendo su actual capitán Javier Frana.
Argentina en uno de los tres países de América (junto a Estados Unidos y Canadá) que ostenta el trofeo.

## Historia
El equipo argentino de Copa Davis ha participado en la competición más importante de tenis a nivel de naciones desde 1923; jugando un total de 149 series, de las cuales ganó 86 y perdió 63,[cita requerida] ganando la "ensaladera" en el 2016. 
Sus jugadores más valiosos y destacados son Guillermo Vilas, quien cuenta con un total de 57 partidos ganados y 24 perdidos, David Nalbandian (38-11), José Luis Clerc (31-24) y Juan Martín del Potro (13-6).
Su más destacada actuación ocurrió en 2016 al consagrarse campeón del certamen, otras grandes actuaciones fueron las finales alcanzadas en 1981, 2006, 2008, 2011. Además llegó a semifinales en 1983, 1990, 2002, 2003, 2005, 2010, 2012, 2013 y 2015.
En 1981 el equipo comandado por Vilas y Clerc llegó a la final, en la que perdió por 3:1 contra Estados Unidos jugando de visitante. En 2006 tuvo que jugar de visitante una vez más, esta vez ante Rusia, perdiendo en el último partido con un resultado final de 3:2. En 2008 Argentina jugó como local contra España, perdiendo 3:1. En 2011 volvió a jugar contra España pero de visitante y cayó por 3:1. Finalmente en 2016 obtuvo el trofeo, derrotando a Croacia por 3:2 jugando de visitante en Zagreb.
Este equipo ha demostrado destacarse en condición de local (jugando casi siempre en polvo de ladrillo), condición en la que registra muy pocas derrotas y una cantidad importante de victorias. De hecho, se mantuvo invicto como local durante 10 años, desde 1998 (2:3 versus Eslovaquia) hasta la final de la Copa Davis de 2008 ante España, primera vez en la historia que cambió el tradicional polvo de ladrillo por la carpeta como superficie.
Por otro lado, en condición de visitante no se ha mostrado victorioso a lo largo de la historia.
Desde que volvió al Grupo Mundial en la Copa Davis 2002 (había descendido al Grupo Americano - 1) el equipo argentino de Copa Davis ha sido el de mayor rendimiento regular, llegando 3 veces a cuartos de final (2004, 2007 y 2009), 7 veces a semifinales (2002, 2003, 2005, 2010, 2012, 2013 y 2015) y disputando la Final en otras 4 ocasiones (2006, 2008, 2011 y 2016).
Esto pudo ser posible gracias a la nueva generación de tenistas argentinos, en la que destacan David Nalbandian, Gastón Gaudio, José Acasuso, Mariano Puerta, Juan Ignacio Chela, Guillermo Cañas, Agustín Calleri, Guillermo Coria, Juan Mónaco y Juan Martín del Potro.
Argentina alcanzó por segunda vez en su historia la final de la Copa Davis 2006. Dicha final se disputó ante Rusia en Moscú (Estadio Olímpico) entre el viernes 1 y domingo 3 de diciembre, perdiendo 3:2. Argentina llegó a la final venciendo en la primera ronda a Suecia (5:0, Local), en los cuartos de final a Croacia (2:3, Visitante) y en la semifinal a Australia (5:0, Local).
Nuevamente llegó a la final en el 2008 ante España, en la ciudad argentina de Mar del Plata. La serie tuvo lugar entre el 21 y 23 de noviembre. Perdió dicha serie por 3:1. En primera ronda superó a Gran Bretaña 4 a 1, en los cuartos de final a Suecia 4 a 1 y en la semifinal a Rusia 3 a 2.

En 2011 la Argentina llega nuevamente a la final. Fue ante España nuevamente pero esta vez de visitante en el Estadio de la Cartuja, Sevilla. La serie, disputada del 2 al 4 de diciembre, se la llevó España por 3 a 1. Argentina ganó el dobles estando 2-0 abajo. Previamente había eliminado a Rumania en primera ronda por 4-1, a Kazajistán en cuartos de final por 5-0 y a la complicada Serbia en semifinales por 3-2 de visitantes.

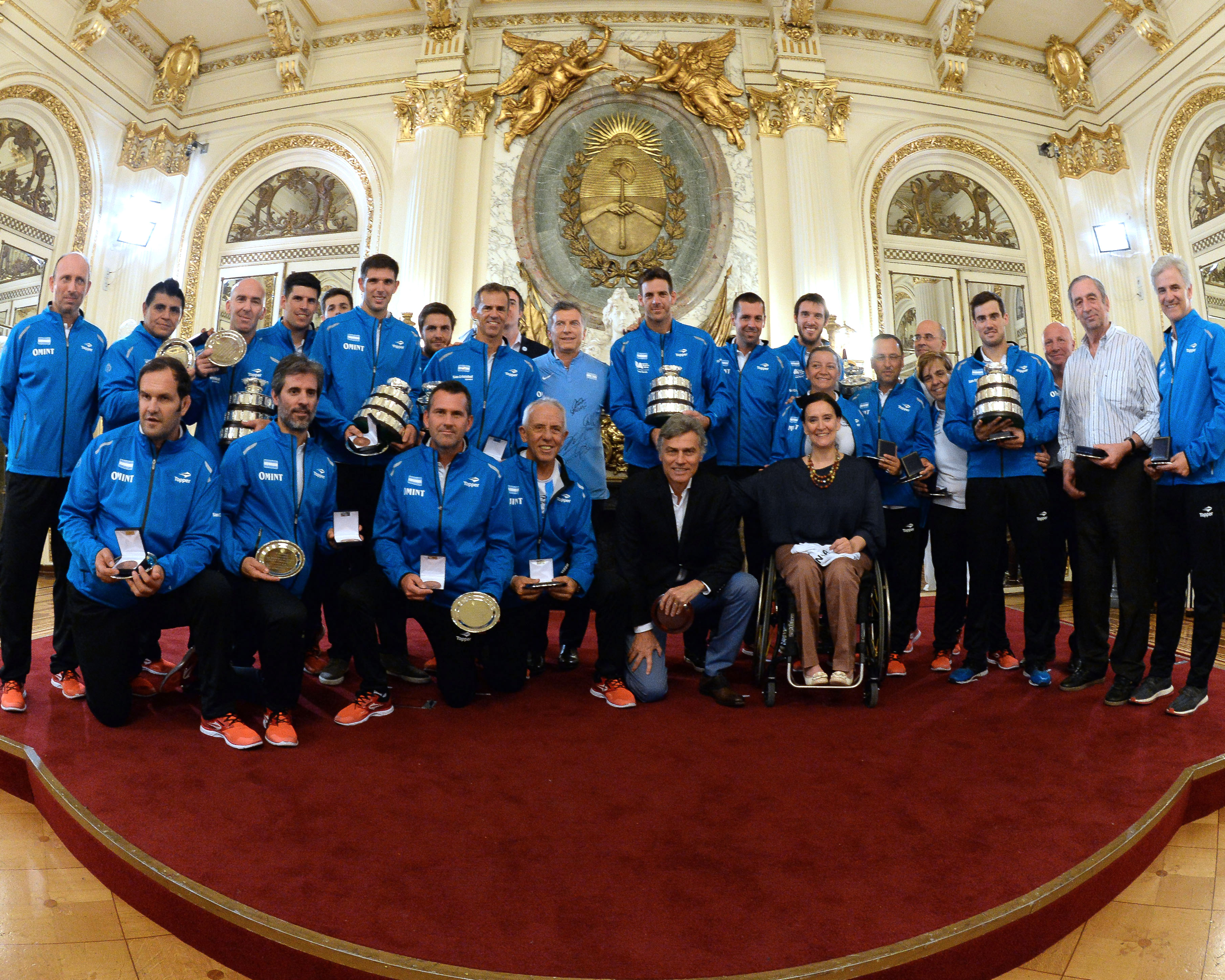
Equipo que obtuvo la Copa Davis 2016 en su visita a la Casa Rosada

En 2016 llegó el primer título de su historia. El conjunto albiceleste perdía la serie 1-2 después del dobles, pero Juan Martín del Potro la igualó, luego de remontar dos sets ante Marin Čilić número 6 del ranking en ese momento, a quien derrotó por 6-7, 2-6, 7-5, 6-4 y 6-3. El tercer y definitivo punto lo ganó Federico Delbonis al imponerse a Ivo Karlović (20 del escalafón mundial en dicho lapso pese a sus 37 años) por 6-3, 6-4 y 6-2, consumando así el logro más importante de la historia del tenis argentino a nivel equipos.
En 2017 desciende a la zona americana luego de perder frente a Italia y el repechaje frente a Kazajistán.En 2019, la selección clasificó a las finales de la copa, donde cayó 1:2 ante España, quien sería el campeón de esa edición. En 2020-21 perdería en las fases finales frente a Colombia por 1:3. En 2022, conformó el Grupo A de las finales junto a Italia, Croacia y Suecia, quedando en último lugar.
Uniforme

### Plantel 2023
| Jugador                 | Individuales | Dobles |
| ----------------------- | ------------ | ------ |
| Andrés Molteni          | -            | 0-2    |
| Diego Schwartzman       | 7-7          | 0-1    |
| Federico Coria          | 2-0          | -      |
| Francisco Cerúndolo     | 1-2          | -      |
| Máximo González         | -            | 6-7    |
| Pedro Cachín            | 0-1          | -      |
| Sebastián Báez          | 1-3          | -      |
| Tomás Martín Etcheverry | -            | -      |

### Plantel Campeón 2016
| Jugador               | Individuales | Dobles |
| --------------------- | ------------ | ------ |
| Carlos Berlocq        | -            | 0-1    |
| Diego Schwartzman     | 0-1          | -      |
| Juan Monaco           | 0-1          | -      |
| Federico Delbonis     | 3-1          | -      |
| Guido Pella           | 2-1          | 1-0    |
| Juan Martin del Potro | 3-0          | 1-2    |
| Leonardo Mayer        | 3-0          | 0-2    |
| Renzo Olivo           | 0-1          | 0-1    |

## Estadios
El equipo argentino de Copa Davis ha jugado de local por primera vez en 1931 en el Tenis Club Argentino de Palermo, aunque luego se trasladaría y jugaría durante décadas en el Buenos Aires Lawn Tennis Club y en las instalaciones del Club Atlético River Plate, ambos ubicados en la Ciudad de Buenos Aires. Otras sedes del equipo argentino han sido El Náutico de Mar del Plata y el Mayling de Pilar.  Además, este equipo se ha desempeñado como local en las ciudades de Mendoza y Córdoba. Algo inédito ocurrió durante el año 1973, en el cual por razones políticas, Argentina fue local en el Carrasco LTC de Montevideo.
En el año 2006 se construyó un nuevo estadio en el Parque Roca llamado Estadio Mary Terán de Weiss, en la ciudad de Buenos Aires, el cual tiene una capacidad de 14.500 espectadores. Desde entonces, el estadio se convirtió en el Estadio Nacional del equipo argentino.
Para la final de 2008 frente al seleccionado español, la legión argentina decidió cambiar de superficie para el encuentro, ya que los españoles -y sobre todo Nadal- se destacaban por su juego en polvo de ladrillo, por lo que se eligió al Estadio Polideportivo Islas Malvinas de Mar del Plata.
En el año 2014, para la primera ronda de la Copa Davis 2014, Argentina hizo de local en el Patinódromo Municipal "Adalberto Lugea" de Mar del Plata perdiendo la serie y siendo condenada a jugar los play-off frente al Equipo de Copa Davis de Israel.
Durante el año 2015, Argentina cambio nuevamente de sede, esta vez para trasladarse a Tecnópolis en donde se jugarían los octavos y cuartos de la Copa Davis de ese año.
Ya para el año 2017, y debido a las remodelaciones del Estadio Mary Terán de Weiss por los Juegos Olímpicos de la Juventud 2018 celebrados en Buenos Aires, el equipo argentino volvió a modificar su sede para esta vez recalar en Parque Sarmiento, el cual fue propuesto por el Gobierno de la Ciudad.

## Curiosidades
- En el partido de dobles de la serie de semifinales ante Rusia, de la edición del 2002, se logró el récord de duración de un partido de dobles en la competición: 6 horas y 20 minutos. Los protagonistas de dicho récord fueron Yevgeny Kafelnikov y Marat Safin por Rusia y Lucas Arnold Ker y David Nalbandian por Argentina. El partido se lo llevó el equipo argentino por 6-4, 6-4, 5-7, 3-6 y 19-17.
- Desde que en 1981 se implantó el formato de Grupo Mundial para la Copa Davis, Argentina (2016) y Francia (2001) son los únicos equipos en obtener la ensaladera jugando todas sus series de visitante.

## Jugadores
Esta es la lista de jugadores de tenis que representaron a Argentina en un partido oficial de la Copa Davis. Argentina participa en la competición desde 1921.

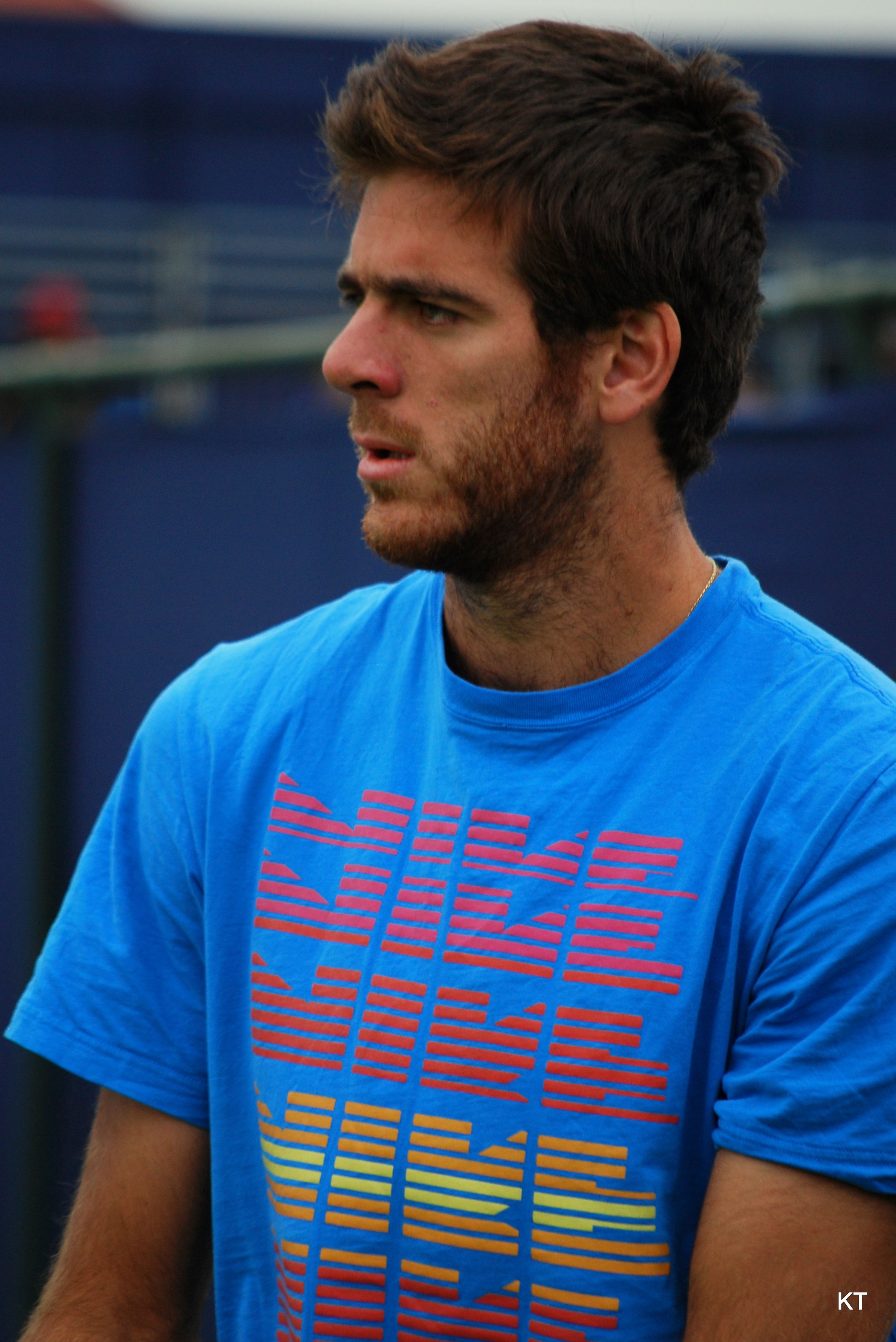
Juan Martín del Potro, campeón de la Copa Davis 2016, y considerado uno de los mejores tenistas argentinos de la historia.

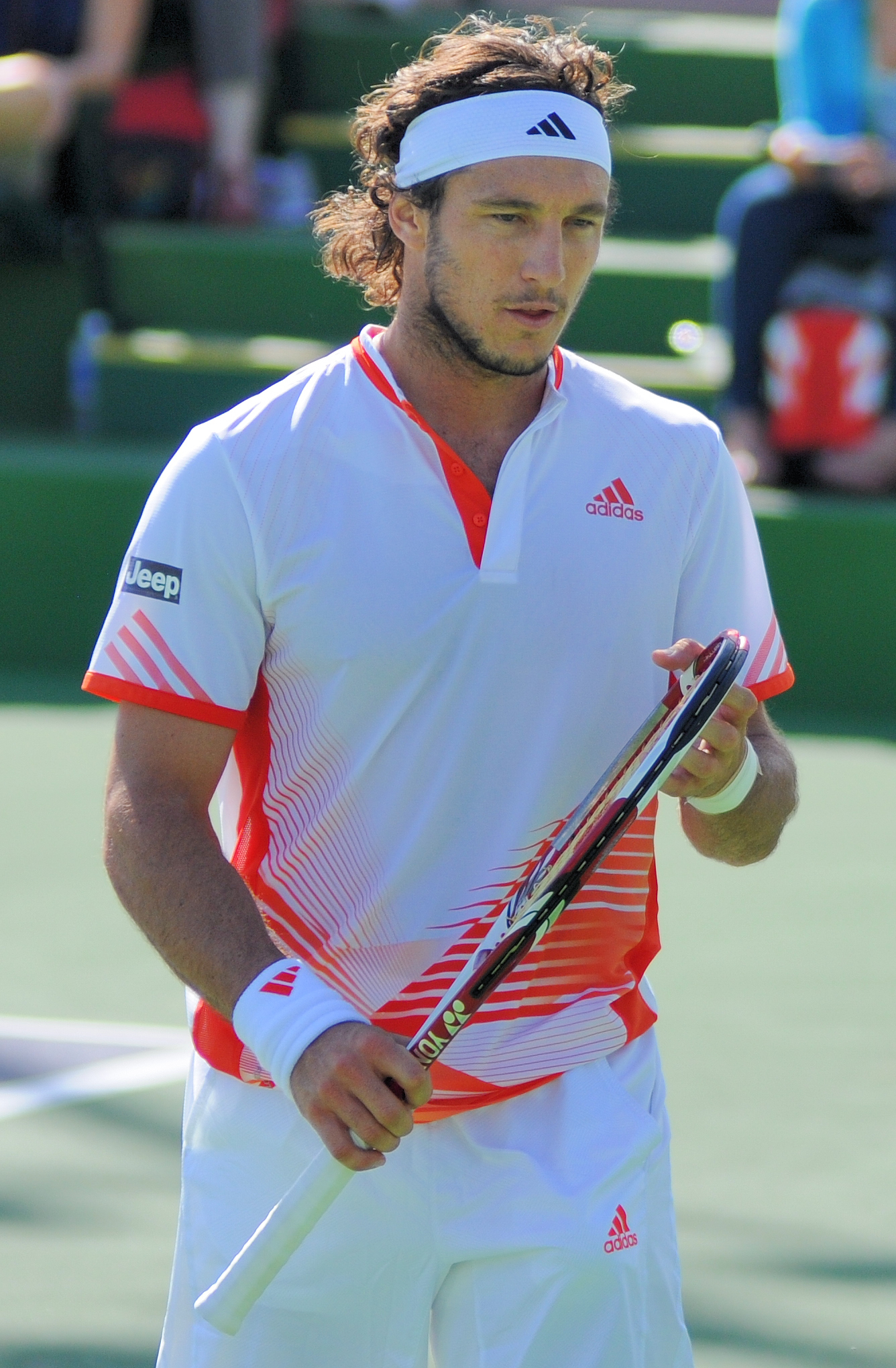
Juan Mónaco, participante del segundo punto de la Copa Davis 2016. Tenista histórico argentino

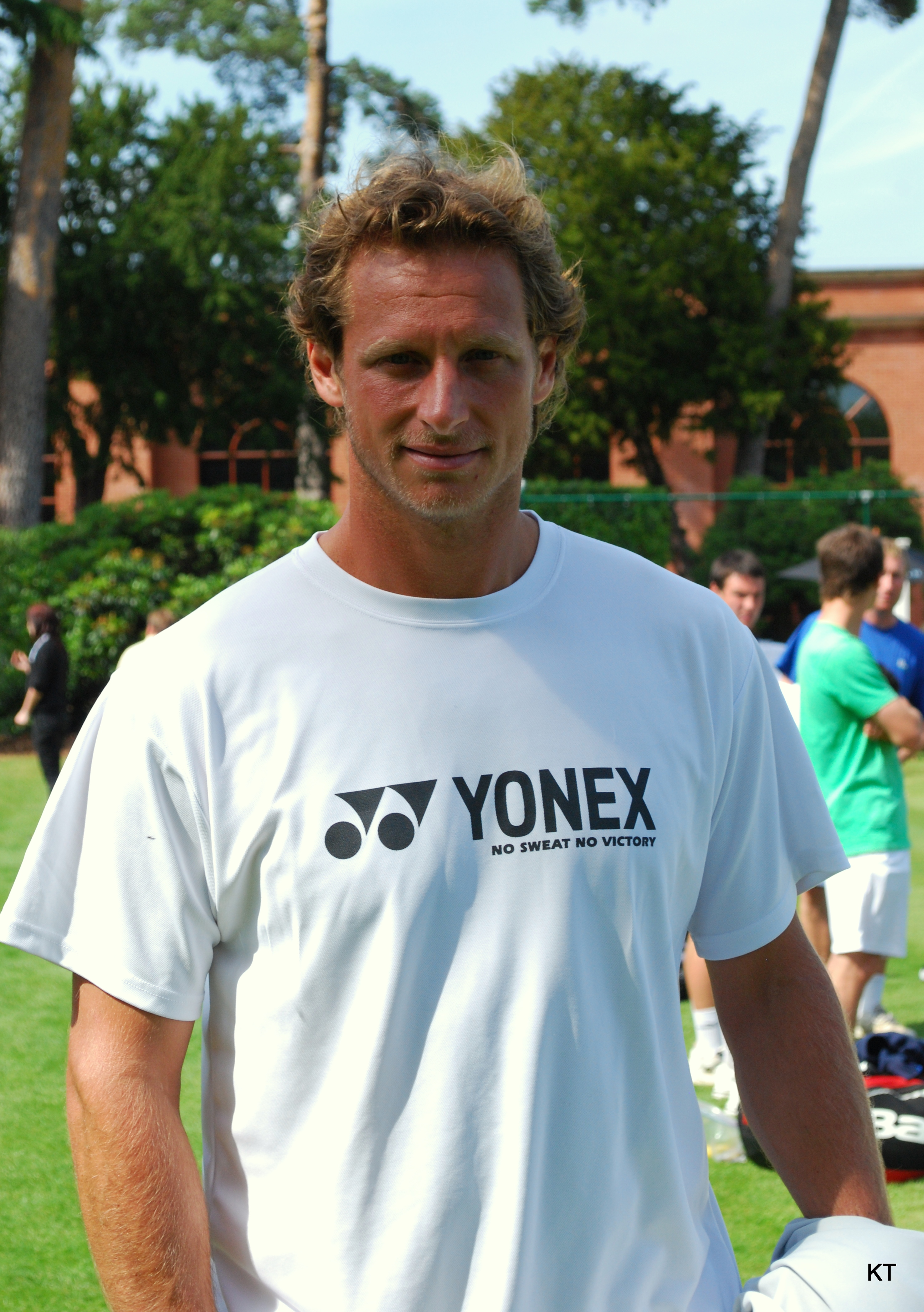
David Nalbandian

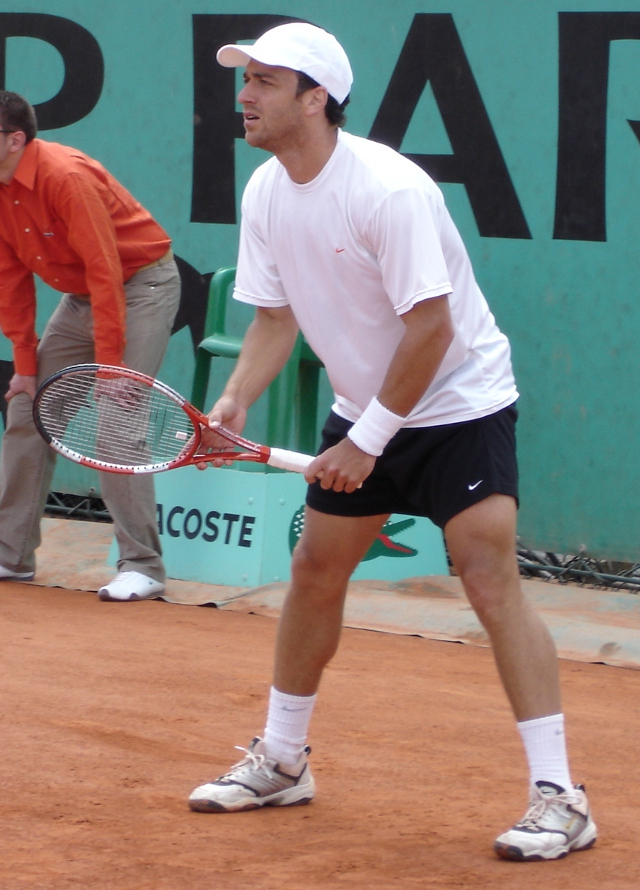
Franco Squillari

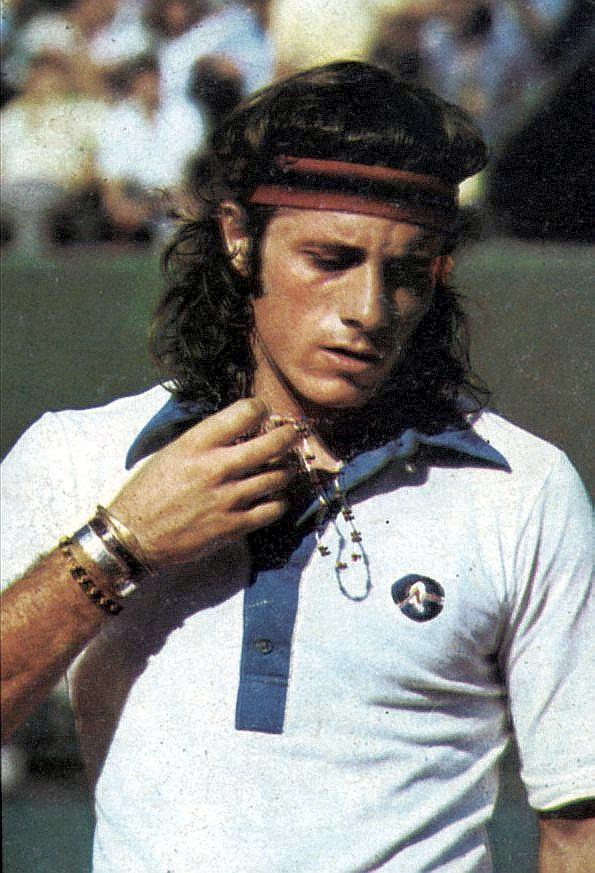
Guillermo Vilas

| Jugador                   | G-P (Total) | G-P (En singles) | G-P (En Dobles) | Debut |
| ------------------------- | ----------- | ---------------- | --------------- | ----- |
| Acasuso, José             | 7–5         | 5–3              | 2–2             | 2006  |
| Albano, Pablo             | 3–2         | 0–0              | 3–2             | 1993  |
| Álvarez, Elio             | 6–4         | 2–0              | 4–4             | 1970  |
| Argüello, Roberto         | 1–1         | 1–1              | 0–0             | 1983  |
| Arnold, Patricio          | 0–1         | 0–1              | 0–0             | 1995  |
| Arnold Ker, Lucas         | 13–4        | 3–1              | 10–3            | 1997  |
| Aubone, Roberto           | 12–12       | 6–9              | 6–3             | 1960  |
| Bengoechea, Eduardo       | 2–0         | 0–0              | 2–0             | 1986  |
| Berlocq, Carlos           | 10–10       | 7–6              | 3–4             | 2012  |
| Boyd, Ronald              | 4–5         | 4–4              | 0–1             | 1923  |
| Browne, Federico          | 0–1         | 0–1              | 0–0             | 1995  |
| Calleri, Agustín          | 14–7        | 8–4              | 6–3             | 2000  |
| Caminos, Carlos           | 0–2         | 0–2              | 0–0             | 1923  |
| Cañas, Guillermo          | 9–5         | 5–2              | 4–3             | 1998  |
| Cano, Ricardo             | 23–20       | 14–13            | 9–7             | 1971  |
| Cestellan, Carlos         | 0–1         | 0–1              | 0–0             | 1982  |
| Cattaruzza, Americo       | 1–2         | 1–2              | 0–0             | 1933  |
| Caviglia, Enrique         | 1–0         | 1–0              | 0–0             | 1976  |
| Charpentier, Marcelo      | 0–1         | 0–1              | 0–0             | 1997  |
| Chela, Juan Ignacio       | 12–6        | 10–5             | 2–1             | 2000  |
| Clerc, José Luis          | 31–24       | 20–14            | 11–10           | 1977  |
| Coria, Guillermo          | 5–3         | 5–3              | 0–0             | 2004  |
| Dalla-Fontana, Fernando   | 2–1         | 2–1              | 0–0             | 1977  |
| Davín, Franco             | 0–2         | 0–2              | 0–0             | 1995  |
| Delbonis, Federico        | 5-4         | 5-3              | 0–1             | 2015  |
| de la Peña, Horacio       | 7–5         | 5–5              | 2–0             | 1986  |
| del Castillo, Lucilo      | 9–4         | 6–2              | 3–2             | 1931  |
| del Potro, Juan Martín    | 16–6        | 15–4             | 1-2             | 2007  |
| Echeverria, Adelmar       | 0–1         | 0–0              | 0–1             | 1933  |
| Etlis, Gaston             | 1–1         | 1–1              | 0–0             | 1996  |
| Frana, Javier             | 18–19       | 9–8              | 9–11            | 1986  |
| Ganzábal, Alejandro       | 0–3         | 0–2              | 0–1             | 1982  |
| Ganzábal, Julian          | 16–9        | 14–8             | 2–1             | 1967  |
| García, Martin            | 2–2         | 0–1              | 2–1             | 2000  |
| Gattiker, Carlos          | 0–1         | 0–0              | 0–1             | 1980  |
| Gaudio, Gaston            | 13–3        | 13–3             | 0–0             | 2001  |
| González, Máximo          | 0-1         | 0-0              | 0-1             | 2017  |
| Gumy, Hernan              | 7–8         | 7–8              | 0–0             | 1996  |
| Herrero, Norberto         | 0–2         | 0–2              | 0–0             | 1968  |
| Hood, Mariano             | 1–1         | 0–0              | 1–1             | 1999  |
| Jaite, Martin             | 14–20       | 14–17            | 0–3             | 1984  |
| Lobo, Luis                | 8–4         | 0–1              | 8–3             | 1995  |
| Luza, Gustavo             | 2–1         | 0–0              | 2–1             | 1989  |
| Lynch, Tomas              | 1–2         | 1–2              | 0–0             | 1971  |
| Mancini, Alberto          | 8–7         | 8–7              | 0–0             | 1989  |
| Markus, Gabriel           | 3–1         | 3–1              | 0–0             | 1992  |
| Mayer, Leonardo           | 14-6        | 11-3             | 3-3             | 2009  |
| Miniussi, Christian       | 4–8         | 0–1              | 4–7             | 1986  |
| Molteni, Andrés           | 0-1         | 0-0              | 0-1             | 2017  |
| Mónaco, Juan              | 11-13       | 11-12            | 0–1             | 2004  |
| Morea, Enrique            | 15–6        | 11–3             | 4–3             | 1948  |
| Nalbandian, David         | 39–11       | 23–6             | 16–5            | 2002  |
| Obarrio, Enrique          | 2–4         | 1–3              | 1–1             | 1926  |
| Olivo, Renzo              | 0-2         | 0-1              | 0-1             | 2016  |
| Orsanic, Daniel           | 0–1         | 0–0              | 0–1             | 1999  |
| Pella, Guido              | 3-4         | 2-4              | 1–0             | 2016  |
| Pérez-Roldán, Guillermo   | 3–5         | 3–5              | 0–0             | 1988  |
| Prieto, Sebastian         | 1–3         | 0–1              | 1–2             | 1999  |
| Puerta, Mariano           | 8–3         | 5–2              | 3–1             | 1999  |
| Rios, Ernesto             | 1–0         | 1–0              | 0–0             | 1958  |
| Robson, Guillermo         | 8–8         | 5–5              | 3–3             | 1923  |
| Rodríguez, Martín         | 0–1         | 0–0              | 0–1             | 2000  |
| Romani, Hector            | 1–1         | 1–1              | 0–0             | 1972  |
| Rusell, Alejo             | 7–6         | 3–4              | 4–2             | 1948  |
| Saad, Roberto             | 1–0         | 0–0              | 1–0             | 1986  |
| Schwank, Eduardo          | 7-7         | 1–4              | 6-3             | 2010  |
| Schwartzman, Diego        | 1–4         | 1–3              | 0–1             | 2015  |
| Sissener, Andrés          | 1–0         | 0–0              | 1–0             | 1931  |
| Soriano, Eduardo          | 17–15       | 9–11             | 8–4             | 1958  |
| Soriano, Salvador         | 1–0         | 1–0              | 0–0             | 1952  |
| Squillari, Franco         | 10–2        | 10–2             | 0–0             | 1998  |
| Van Kerchhoven, Jason     | 1–0         | 1–0              | 0–0             | 1971  |
| Vassallo Argüello, Martín | 2–0         | 1–0              | 1–0             | 2009  |
| Vázquez,Tito              | 2–2         | 1–1              | 1–1             | 1968  |
| Vilas, Guillermo          | 57–24       | 45–10            | 12–14           | 1970  |
| Villegas, Alfredo         | 0–1         | 0–0              | 0–1             | 1923  |
| Weiss, Heraldo            | 0–2         | 0–2              | 0–0             | 1948  |
| Zabaleta, Mariano         | 1–5         | 1–5              | 0–0             | 1999  |
| Zappa, Adriano            | 9–6         | 5–3              | 4–3             | 1931  |
| Zeballos, Horacio         | 5-5         | 1-1              | 4-4             | 2010  |

## Capitanes
| N.º | Nombre              | Periodo            |
| --- | ------------------- | ------------------ |
| 1   | Juan A. Gibson      | 1923               |
| 2   | Enrique Obario      | 1926               |
| 3   | Edwin C. French     | 1928 - 1931        |
| 4   | Adriano Zappa       | 1933               |
| 5   | Lucilo del Castillo | 1936               |
| 6   | Alejo Russell       | 1948               |
| 7   | Heraldo Weiss       | 1952               |
| 8   | Juan Nash           | 1955               |
| 9   | Enrique Morea       | 1958               |
| 10  | Eduardo Soriano     | 1960               |
| 11  | Eduardo Polledo     | 1964 - 1966        |
| 12  | Oscar Furlong       | 1966 - 1977        |
| 13  | Alejandro Echagüe   | 1968               |
| 14  | Elio Vázquez        | 1977 - 1981        |
| 15  | Roberto Graetz      | 1981               |
| 16  | Carlos Junquet      | 1981               |
| 17  | Ricardo Caño        | 1981 - 1983        |
| 18  | Gerardo Wortelboer  | 1983 - 1986        |
| 19  | Tito Vázquez        | 1986 - 1988        |
| 20  | Alejandro Gattiker  | 1988 - 1991        |
| 21  | Francisco Mastelli  | 1991 - 1994        |
| 22  | Ricardo Rivera      | 1994 - 1996        |
| 23  | Eduardo Bengoechea  | 1996               |
| 24  | Daniel García       | 1996 - 1999        |
| 25  | Franco Davin        | 1999 - 2001        |
| -   | Alejandro Gattiker  | 2001 - 2002        |
| 26  | Gustavo Luza        | 2002 - 2004        |
| 27  | Alberto Mancini     | 2004 - 2008        |
| -   | Tito Vázquez        | 2008 - 2011        |
| 28  | Martín Jaite        | 2011 - 2015        |
| 29  | Daniel Orsanic      | 2015 - 2018        |
| 30  | Gastón Gaudio       | 2018 - 2021        |
| 31  | Guillermo Coria     | 2021 - 2024        |
| 32  | Javier Frana        | 2024 - en el cargo |

## Historial en Copa Davis
| Año         | Ronda                                                   | PJ | PG | PP |
| 1900 - 1922 | No la disputó                                           |    |    |    |
| ----------- | ------------------------------------------------------- | -- | -- | -- |
| 1923        | Cuartos de final ante Suiza (1-4)                       | 5  | 1  | 4  |
| 1924 - 1925 | No la disputó                                           |    |    |    |
| 1926        | Cuartos de final ante España (1-3)                      | 9  | 4  | 5  |
| 1927        | No la disputó                                           |    |    |    |
| 1928        | Primera ronda ante Reino Unido (1-4)                    | 5  | 1  | 4  |
| 1929 - 1930 | No la disputó                                           |    |    |    |
| 1931        | Ronda Interzonal Americana ante Estados Unidos (0-5)    | 18 | 13 | 5  |
| 1932        | No la disputó                                           |    |    |    |
| 1933        | Ronda Interzonal Americana ante Estados Unidos (0-4)    | 9  | 4  | 5  |
| 1934 - 1935 | No la disputó                                           |    |    |    |
| 1936        | Cuartos de final ante Alemania (1-4)                    | 10 | 5  | 5  |
| 1937 - 1947 | No la disputó                                           |    |    |    |
| 1948        | Octavos de final ante Bélgica (2-3)                     | 5  | 2  | 3  |
| 1949 - 1951 | No la disputó                                           |    |    |    |
| 1952        | Cuartos de final ante Francia (2-3)                     | 10 | 7  | 3  |
| 1953 - 1954 | No la disputó                                           |    |    |    |
| 1955        | Octavos de final ante Francia (2-3)                     | 8  | 5  | 3  |
| 1958        | Final Zona Americana ante Estados Unidos (0-5)          | 5  | 0  | 5  |
| 1959        | No la disputó                                           |    |    |    |
| 1960        | Octavos de final ante Francia (0-5)                     | 10 | 5  | 5  |
| 1961 - 1963 | No la disputó                                           |    |    |    |
| 1964        | Octavos de final ante Yugoslavia (0-5)                  | 10 | 5  | 5  |
| 1965        | No la disputó                                           |    |    |    |
| 1966        | Semifinales de Zona Americana ante México (1-4)         | 10 | 4  | 6  |
| 1967        | Final de Zona Sudamericana ante Ecuador (1-4)           | 10 | 6  | 4  |
| 1968        | Primera Ronda de Zona Sudamericana ante Venezuela (2-3) | 5  | 2  | 3  |
| 1969        | Primera Ronda de Zona Sudamericana ante Chile (2-3)     | 5  | 2  | 3  |
| 1970        | Semifinales de Zona Sudamericana ante Brasil (2-3)      | 10 | 5  | 5  |
| 1971        | Semifinales de Zona Sudamericana ante Chile (2-3)       | 10 | 6  | 4  |
| 1972        | Semifinales de Zona Sudamericana ante Brasil (2-3)      | 5  | 2  | 3  |
| 1973        | Final de Zona Sudamericana ante Chile (2-3)             | 20 | 14 | 6  |
| 1974        | No la disputó                                           |    |    |    |
| 1975        | Semifinales de Zona Sudamericana ante Brasil (2-3)      | 10 | 7  | 3  |
| 1976        | Semifinales de Zona Sudamericana ante Chile (2-3)       | 15 | 12 | 3  |
| 1977        | Semifinales ante Australia (2-3)                        | 25 | 16 | 9  |
| 1978        | Semifinales de Zona Sudamericana ante Chile (2-3)       | 5  | 2  | 3  |
| 1979        | Final de Zona Americana ante Estados Unidos (1-4)       | 20 | 13 | 7  |
| 1980        | Semifinales ante Checoslovaquia (2-3)                   | 15 | 10 | 5  |
| 1981        | Subcampeón ante Estados Unidos (1-3)                    | 19 | 12 | 7  |
| 1982        | Octavos de final ante Francia (2-3)                     | 5  | 2  | 3  |
| 1983        | Semifinales ante Suecia (1-4)                           | 15 | 9  | 6  |
| 1984        | Cuartos de final ante Estados Unidos (0-5)              | 10 | 4  | 6  |
| 1985        | Octavos de final ante Ecuador (1-4)                     | 5  | 1  | 4  |
| 1986        | Ganador Zona Americana ante Chile (4-1)                 | 15 | 12 | 3  |
| 1987        | Octavos de final ante India (2-3)                       | 5  | 2  | 3  |
| 1988        | Finalista Zona Americana ante Estados Unidos (1-4)      | 10 | 5  | 5  |
| 1989        | Semifinalista Zona Americana ante Canadá (3-0)          | 3  | 3  | 0  |
| 1990        | Semifinales ante Australia (0-5)                        | 13 | 6  | 7  |
| 1991        | Cuartos de final ante Alemania (0-5)                    | 10 | 4  | 6  |
| 1992        | Octavos de final ante Estados Unidos (0-5)              | 5  | 0  | 5  |
| 1993        | Playoffs al Grupo Mundial ante Hungría (1-4)            | 10 | 5  | 5  |
| 1994        | Segunda Ronda Americana ante Uruguay (2-3)              | 5  | 2  | 3  |
| 1995        | Segunda Ronda Americana ante Venezuela (2-3)            | 10 | 5  | 5  |
| 1996        | Playoffs al Grupo Mundial ante México (2-3)             | 10 | 6  | 4  |
| 1997        | Primera Ronda Americana ante Chile (2-3)                | 14 | 7  | 7  |
| 1998        | Playoffs al Grupo Mundial ante Eslovaquia (2-3)         | 15 | 11 | 4  |
| 1999        | Segunda Ronda Americana ante Ecuador (1-4)              | 10 | 5  | 5  |
| 2000        | Segunda Ronda Americana ante Chile (0-2)                | 12 | 5  | 7  |
| 2001        | Playoffs al Grupo Mundial ante Bielorrusia (5-0)        | 15 | 15 | 0  |
| 2002        | Semifinales ante Rusia (2-3)                            | 15 | 10 | 5  |
| 2003        | Semifinales ante España (2-3)                           | 15 | 12 | 3  |
| 2004        | Cuartos de final ante Bielorrusia (0-5)                 | 10 | 5  | 5  |
| 2005        | Semifinales ante Eslovaquia (1-4)                       | 15 | 10 | 5  |
| 2006        | Subcampeón ante Rusia (2-3)                             | 20 | 15 | 5  |
| 2007        | Cuartos de final ante Suecia (1-4)                      | 10 | 5  | 5  |
| 2008        | Subcampeón ante España (1-3)                            | 19 | 12 | 7  |
| 2009        | Cuartos de final ante República Checa (2-3)             | 10 | 7  | 3  |
| 2010        | Semifinales ante Francia (0-5)                          | 15 | 6  | 9  |
| 2011        | Subcampeón ante España (1-3)                            | 18 | 12 | 6  |
| 2012        | Semifinales ante República Checa (2-3)                  | 15 | 10 | 5  |
| 2013        | Semifinales ante República Checa (2-3)                  | 15 | 10 | 5  |
| 2014        | Octavos de final ante Italia (1-3)                      | 4  | 1  | 3  |
| 2015        | Semifinales ante Bélgica (2-3)                          | 15 | 9  | 6  |
| 2016        | Campeón ante Croacia (3-2)                              | 19 | 12 | 7  |
| 2017        | Repechaje ante Kazajistán (1-3)                         | 9  | 3  | 6  |
| 2018        | Repechaje ante Colombia (4-0)                           | 9  | 7  | 2  |
| 2019        | Cuartos de final ante España (1-2)                      | 9  | 4  | 5  |
| 2020-21     | Grupo Mundial I ante Bielorrusia (4-1)                  | 9  | 5  | 4  |
| 2022        | Fase de grupos                                          | 7  | 4  | 3  |
| 2023        | Grupo Mundial I ante Lituania (4-0)                     | 8  | 5  | 3  |
| 2024        | Cuartos de final ante Italia (1-2)                      | 21 | 10 | 11 |
| 2025        | Segunda ronda de Fase clasificatoria ante Países Bajos  | 5  | 3  | 2  |